# Bailemos otra vez
Bailemos otra vez es el nombre del decimoquinto álbum de estudio del cantautor puertorriqueño Chayanne. Se lanzó el 27 de octubre de 2023, a través del sello discográfico Sony Music Latin. Además, el álbum fue lanzado casi 10 años después de su anterior proyecto, En todo estaré.

## Antecedentes y lanzamiento
Después de 9 años sin lanzar un material nuevo, a partir de 2015, Chayanne continuó lanzando algunos sencillos como «Culpable soy yo», «Qué me has hecho» con Wisin, «Choka Choka» con Ozuna, «Di qué sientes tú», entre otros. Después, Chayanne también dejó de lanzar canciones. Eventualmente, cuatro años más tarde, el 21 de junio de 2022 regresó a las redes sociales anunciando el estreno de «Te amo y punto», programado para lanzarse el 25 de junio. Después, continuó lanzando los otros sencillos, «Como tú y yo» y «Bailando bachata», que también estos tres sencillos serían un adelanto del nuevo álbum del cantante.
A inicios de octubre de 2023, Chayanne confirmó y anunció su álbum sorpresivamente y que se titula Bailemos otra vez, y anunció su fecha de lanzamiento, para el 27 de octubre.

## Composición
El álbum cuenta con 9 canciones. En el álbum, Chayanne mezcla diversos ritmos latinos como las bachatas, baladas, pop, entre otros.

### Canciones
El disco empieza con la canción que también tiene el título homónimo «Bailemos otra vez», que es una canción rumba moderna, en la que líricamente, ofrece la danza como un símbolo de esperanza para revivir una relación que llegó a su fin. La segunda pista, «La clave», es un mambo. La tercera pista, «Bailando bachata», es una canción bachata tropical en la que líricamente el cantante habla sobre sus amores. La cuarta pista, «De tanto», es una balada clásica que «rompe venas con su sello inconfundible». La quinta pista, «Necesito un segundo», es una balada ranchera. La sexta pista, «Como tú y yo», es una canción de pop y reguetón mientras que su letra «celebra el amor de verdad». La séptima pista, «Vivir bonito», es un bolero estilo moderno mientras que en la letra el artista agradece la felicidad de la vida cotidiana. La octava pista, «Se me quedó», es una canción romántica tropical en la que líricamente habla de ese momento especial en el que dos personas se encuentran y sienten que sus vidas han cambiado para siempre. El disco finaliza con la novena pista, «Te amo y punto», una balada pop, que, sin duda, es una canción que una persona quiere bailar con su pareja el día de su boda.

## Lista de canciones
| Bailemos otra vez |                       |                                                           |                                |          |  |
| N.º               | Título                | Escritor(es)                                              | Productor(es)                  | Duración |  |
| 1.                | «Bailemos otra vez»   | Chayanne Florentino Primera Rafa Pabón Slow Mike          | Luis Salazar Slow Mike         | 2:33     |  |
| 2.                | «La clave»            | Chayanne Andrés Torres Andy Bauza Maffio Mauricio Rengifo | Andrés Torres Mauricio Rengifo | 2:18     |  |
| 3.                | «Bailando bachata»    | Chayanne Andy Clay Mario Cáceres Yasmil Marrufo           | Andy Clay Luis Salazar         | 2:51     |  |
| 4.                | «De tanto»            | Chayanne Juan Morelli Pablo Preciado Ricardo López        | Andy Clay Luis Salazar         | 2:43     |  |
| 5.                | «Necesito un segundo» | Chayanne Andrés Torres Edgar Barrera Mauricio Rengifo     | Andrés Torres Mauricio Rengifo | 2:24     |  |
| 6.                | «Como tú y yo»        | Chayanne Motiff Reggi “El Auténtico” Servando Primera     | Luis Salazar Motiff            | 3:13     |  |
| 7.                | «Vivir bonito»        | Chayanne Julio C. Reyes Rafa Pabón Yasmil Marrufo         | Andy Clay Luis Salazar         | 2:36     |  |
| 8.                | «Se me quedó»         | Chayanne Luis Alfredo Salazar Reggi "El Auténtico"        | Luis Salazar Andy Clay         | 2:58     |  |
| 9.                | «Te amo y punto»      | Chayanne Edgar Barrera Elena Rose Ricardo López           | Luis Salazar Andy Clay         | 2:46     |  |
| 24:22             |                       |                                                           |                                |          |  |